# Сахновский сельский совет (Конотопский район)
Сахновский сельский совет (укр. Сахнівська сільська рада) — входит в состав
Конотопского района
Сумской области
Украины.
Административный центр сельского совета находится в 
с. Сахны
.

## Населённые пункты совета
- с. Сахны
- с. Бондари
- с. Савойское